# EHF European Cup 2021/22
Am EHF European Cup 2021/22 nahmen 29 Handball-Vereinsmannschaften teil, die sich in der vorangegangenen Saison in ihren Heimatländern für den Wettbewerb qualifiziert hatten. Es war die 2. Austragung des European Cup unter diesem Namen. Die Pokalspiele begannen am 11. September 2021 und endeten am 28. Mai 2022. Gewinner des Wettbewerbs war Nærbø IL.

## Runde 1
Die Auslosung der 1. Runde fand am 20. Juli 2021 in Wien statt. Die Hinspiele finden zwischen dem 11. September und 12. September 2021 statt. Die Rückspiele finden zwischen dem 18. September und 19. September 2021 statt.

### Ausgeloste Spiele und Ergebnisse
| Mannschaft 1                              | Mannschaft 2                                        | Hinspiel             | Rückspiel            | Gesamt  |
| ----------------------------------------- | --------------------------------------------------- | -------------------- | -------------------- | ------- |
| Alingsås HK Mathias Pedersen 15           | RK Metaloplastika Šabac Mateja Dodić 8              | 11.09.2021 16:00 Uhr | 18.09.2021 19:00 Uhr | 63 : 53 |
| Alingsås HK Mathias Pedersen 15           | RK Metaloplastika Šabac Mateja Dodić 8              | 29 : 23 (14 : 11)    | 34 : 30 (16 : 14)    | 63 : 53 |
| Alingsås HK Mathias Pedersen 15           | RK Metaloplastika Šabac Mateja Dodić 8              |                      |                      | 63 : 53 |
| KH Priština                               | Handball Tirol                                      | –                    | –                    | –       |
| KH Priština                               | Handball Tirol                                      | –                    | –                    | –       |
| KH Priština                               | Handball Tirol                                      |                      |                      | –       |
| HB Dudelange David Ojié Etute 10          | Raimond Sassari Giovanni Nardin 17                  | 17.09.2021 19:30 Uhr | 18.09.2021 19:30 Uhr | 45 : 52 |
| HB Dudelange David Ojié Etute 10          | Raimond Sassari Giovanni Nardin 17                  | 24 : 23 (13 : 13)    | 21 : 29 (9 : 14)     | 45 : 52 |
| HB Dudelange David Ojié Etute 10          | Raimond Sassari Giovanni Nardin 17                  |                      |                      | 45 : 52 |
| Apoel HC Christos Georgiou 7              | HC Robe Zubří Miroslav Jurka 16                     | 11.09.2021 16:00 Uhr | 18.09.2021 18:00 Uhr | 38 : 69 |
| Apoel HC Christos Georgiou 7              | HC Robe Zubří Miroslav Jurka 16                     | 27 : 29 (11 : 16)    | 11 : 40 (1 : 23)     | 38 : 69 |
| Apoel HC Christos Georgiou 7              | HC Robe Zubří Miroslav Jurka 16                     |                      |                      | 38 : 69 |
| KH ISMM Kopřivnice Zdeněk Čadra 14        | UMF Selfoss Ragnar Jóhannsson 13                    | 11.09.2021 15:00 Uhr | 18.09.2021 18:00 Uhr | 53 : 59 |
| KH ISMM Kopřivnice Zdeněk Čadra 14        | UMF Selfoss Ragnar Jóhannsson 13                    | 25 : 31 (12 : 19)    | 28 : 28 (14 : 14)    | 53 : 59 |
| KH ISMM Kopřivnice Zdeněk Čadra 14        | UMF Selfoss Ragnar Jóhannsson 13                    |                      |                      | 53 : 59 |
| RK Sloboda Alen Ovčina 15                 | Bianco Monte Drama 1986 Achilleas Toskas 17         | 11.09.2021 19:30 Uhr | 18.09.2021 17:00 Uhr | 46 : 47 |
| RK Sloboda Alen Ovčina 15                 | Bianco Monte Drama 1986 Achilleas Toskas 17         | 29 : 23 (14 : 9)     | 17 : 24 (9 : 12)     | 46 : 47 |
| RK Sloboda Alen Ovčina 15                 | Bianco Monte Drama 1986 Achilleas Toskas 17         |                      |                      | 46 : 47 |
| SG Handball West Wien Julian Pratschner 9 | SGAU-Saratow Sergei Bolotin 13                      | 11.09.2021 14:00 Uhr | 12.09.2021 10:00 Uhr | 46 : 60 |
| SG Handball West Wien Julian Pratschner 9 | SGAU-Saratow Sergei Bolotin 13                      | 27 : 29 (13 : 12)    | 19 : 31 (10 : 18)    | 46 : 60 |
| SG Handball West Wien Julian Pratschner 9 | SGAU-Saratow Sergei Bolotin 13                      |                      |                      | 46 : 60 |
| CS Minaur Baia Mare Milan Kotrč 11        | HC Lokomotiv G. Oryahovitsa Vladislav Vorgov 11     | 11.09.2021 16:00 Uhr | 18.09.2021 17:00 Uhr | 77 : 43 |
| CS Minaur Baia Mare Milan Kotrč 11        | HC Lokomotiv G. Oryahovitsa Vladislav Vorgov 11     | 44 : 22 (23 : 10)    | 33 : 21 (16 : 9)     | 77 : 43 |
| CS Minaur Baia Mare Milan Kotrč 11        | HC Lokomotiv G. Oryahovitsa Vladislav Vorgov 11     |                      |                      | 77 : 43 |
| KH Trepca Sali Maxhera 12                 | Holon Yuvalim HC Dejan Pralica, Or Refael Maman 11  | 18.09.2021 19:00 Uhr | 19.09.2021 17:00 Uhr | 47 : 66 |
| KH Trepca Sali Maxhera 12                 | Holon Yuvalim HC Dejan Pralica, Or Refael Maman 11  | 22 : 29 (12 : 14)    | 25 : 37 (10 : 21)    | 47 : 66 |
| KH Trepca Sali Maxhera 12                 | Holon Yuvalim HC Dejan Pralica, Or Refael Maman 11  |                      |                      | 47 : 66 |
| Beykoz BLD SK Gürkan Soğukpınar 10        | JD Techniek Hurry-Up Erik Blaauw 16                 | 12.09.2021 16:00 Uhr | 18.09.2021 20:00 Uhr | 62 : 56 |
| Beykoz BLD SK Gürkan Soğukpınar 10        | JD Techniek Hurry-Up Erik Blaauw 16                 | 32 : 23 (15 : 14)    | 30 : 33 (14 : 17)    | 62 : 56 |
| Beykoz BLD SK Gürkan Soğukpınar 10        | JD Techniek Hurry-Up Erik Blaauw 16                 |                      |                      | 62 : 56 |
| A.E.S.H. Pylea Konstantinos Tsamesidis 15 | HC Dukla Praha Jakub Krušberský 10                  | 18.09.2021 19:30 Uhr | 19.09.2021 19:30 Uhr | 53 : 68 |
| A.E.S.H. Pylea Konstantinos Tsamesidis 15 | HC Dukla Praha Jakub Krušberský 10                  | 28 : 37 (10 : 19)    | 25 : 31 (9 : 18)     | 53 : 68 |
| A.E.S.H. Pylea Konstantinos Tsamesidis 15 | HC Dukla Praha Jakub Krušberský 10                  |                      |                      | 53 : 68 |
| Motor-Polytechnyka Andrej Kassaj 10       | Bækkelaget Handball Elite Peter Dahl Christensen 13 | 12.09.2021 16:00 Uhr | 18.09.2021 18:00 Uhr | 43 : 73 |
| Motor-Polytechnyka Andrej Kassaj 10       | Bækkelaget Handball Elite Peter Dahl Christensen 13 | 23 : 41 (12 : 24)    | 20 : 32 (15 : 15)    | 43 : 73 |
| Motor-Polytechnyka Andrej Kassaj 10       | Bækkelaget Handball Elite Peter Dahl Christensen 13 |                      |                      | 43 : 73 |
| Handball Kaerjeng Vladimir Temelkov 17    | KH Vellaznimi Alban Haziri 11                       | 11.09.2021 18:00 Uhr | 12.09.2021 17:00 Uhr | 68 : 49 |
| Handball Kaerjeng Vladimir Temelkov 17    | KH Vellaznimi Alban Haziri 11                       | 32 : 23 (17 : 14)    | 36 : 26 (16 : 13)    | 68 : 49 |
| Handball Kaerjeng Vladimir Temelkov 17    | KH Vellaznimi Alban Haziri 11                       |                      |                      | 68 : 49 |
| Viljandi HC Ott Varik 11                  | MRK Sloga Doboj Vladimir Stanković 9                | 11.09.2021 14:00 Uhr | 18.09.2021 18:00 Uhr | 43 : 45 |
| Viljandi HC Ott Varik 11                  | MRK Sloga Doboj Vladimir Stanković 9                | 20 : 20 (9 : 9)      | 23 : 25 (7 : 15)     | 43 : 45 |
| Viljandi HC Ott Varik 11                  | MRK Sloga Doboj Vladimir Stanković 9                |                      |                      | 43 : 45 |
| Granitas-Karys Deividas Jovaišas 12       | RK Železničar 1949 Filip Kostić 10                  | 11.09.2021 16:00 Uhr | 12.09.2021 03:00 Uhr | 75 : 40 |
| Granitas-Karys Deividas Jovaišas 12       | RK Železničar 1949 Filip Kostić 10                  | 46 : 18 (19 : 8)     | 29 : 22 (12 : 12)    | 75 : 40 |
| Granitas-Karys Deividas Jovaišas 12       | RK Železničar 1949 Filip Kostić 10                  |                      |                      | 75 : 40 |

## Runde 2
Die Auslosung der 2. Runde fand am 20. Juli 2021 in Wien statt.
Die Hinspiele finden zwischen dem 16. Oktober und 17. Oktober 2021 statt. Die Rückspiele finden zwischen dem 23. Oktober und 24. Oktober 2021 statt.

### Ausgeloste Spiele und Ergebnisse
| Mannschaft 1                                          | Mannschaft 2                                        | Hinspiel             | Rückspiel            | Gesamt  |
| ----------------------------------------------------- | --------------------------------------------------- | -------------------- | -------------------- | ------- |
| RK Partizan Stefan Petrić 9                           | HC Berchem Dany Scholten 13                         | 16.10.2021 18:00 Uhr | 23.10.2021 18:30 Uhr | 63 : 53 |
| RK Partizan Stefan Petrić 9                           | HC Berchem Dany Scholten 13                         | 33 : 22 (19 : 11)    | 30 : 31 (16 : 13)    | 63 : 53 |
| RK Partizan Stefan Petrić 9                           | HC Berchem Dany Scholten 13                         |                      |                      | 63 : 53 |
| RK Borac m:tel Marko Lukić 13                         | Besa Famgas Nikola Prce 14                          | 17.10.2021 18:00 Uhr | 24.10.2021 18:00 Uhr | 50 : 54 |
| RK Borac m:tel Marko Lukić 13                         | Besa Famgas Nikola Prce 14                          | 28 : 25 (14 : 14)    | 22 : 29 (14 : 18)    | 50 : 54 |
| RK Borac m:tel Marko Lukić 13                         | Besa Famgas Nikola Prce 14                          |                      |                      | 50 : 54 |
| ASD Accademia P. Conversano Demis Radovcic 12         | MRK Sloga Doboj Vladimir Stanković 21               | 15.10.2021 19:00 Uhr | 16.10.2021 18:30 Uhr | 64 : 49 |
| ASD Accademia P. Conversano Demis Radovcic 12         | MRK Sloga Doboj Vladimir Stanković 21               | 31 : 24 (16 : 12)    | 33 : 25 (13 : 12)    | 64 : 49 |
| ASD Accademia P. Conversano Demis Radovcic 12         | MRK Sloga Doboj Vladimir Stanković 21               |                      |                      | 64 : 49 |
| HC Robe Zubří Miroslav Jurka 17                       | HC Osam Lovech Veselin Chakmakov 13                 | 15.10.2021 18:00 Uhr | 16.10.2021 18:00 Uhr | 86 : 42 |
| HC Robe Zubří Miroslav Jurka 17                       | HC Osam Lovech Veselin Chakmakov 13                 | 43 : 20 (26 : 10)    | 43 : 22 (24 : 11)    | 86 : 42 |
| HC Robe Zubří Miroslav Jurka 17                       | HC Osam Lovech Veselin Chakmakov 13                 |                      |                      | 86 : 42 |
| Parnassos Strovolou Georgel Gabriel Haiduc 11         | Haukar Hafnarfjörður Stefán Rafn Sigurmannsson 15   | 16.10.2021 15:30 Uhr | 17.10.2021 15:30 Uhr | 39 : 62 |
| Parnassos Strovolou Georgel Gabriel Haiduc 11         | Haukar Hafnarfjörður Stefán Rafn Sigurmannsson 15   | 14 : 25 (9 : 13)     | 25 : 37 (12 : 18)    | 39 : 62 |
| Parnassos Strovolou Georgel Gabriel Haiduc 11         | Haukar Hafnarfjörður Stefán Rafn Sigurmannsson 15   |                      |                      | 39 : 62 |
| Handballclub Fivers Margareten Marc-Andre Haunold 11  | Bækkelaget Handball Elite Ulrik Berge Eriksson 13   | 16.10.2021 20:20 Uhr | 24.10.2021 19:30 Uhr | 66 : 70 |
| Handballclub Fivers Margareten Marc-Andre Haunold 11  | Bækkelaget Handball Elite Ulrik Berge Eriksson 13   | 34 : 38 (17 : 18)    | 32 : 32 (13 : 18)    | 66 : 70 |
| Handballclub Fivers Margareten Marc-Andre Haunold 11  | Bækkelaget Handball Elite Ulrik Berge Eriksson 13   |                      |                      | 66 : 70 |
| Beykoz BLD SK Çaglayan Öztürk 8                       | SKIF Krasnodar Anton Wolkow 11                      | 16.10.2021 14:30 Uhr | 23.10.2021 13:00 Uhr | 53 : 56 |
| Beykoz BLD SK Çaglayan Öztürk 8                       | SKIF Krasnodar Anton Wolkow 11                      | 29 : 30 (18 : 19)    | 24 : 26 (10 : 12)    | 53 : 56 |
| Beykoz BLD SK Çaglayan Öztürk 8                       | SKIF Krasnodar Anton Wolkow 11                      |                      |                      | 53 : 56 |
| Donbas Artem Scharko 10                               | Alingsås HK Rasmus Torbjörnsson 19                  | 23.10.2021 15:00 Uhr | 24.10.2021 16:00 Uhr | 48 : 65 |
| Donbas Artem Scharko 10                               | Alingsås HK Rasmus Torbjörnsson 19                  | 25 : 34 (14 : 14)    | 23 : 31 (11 : 14)    | 48 : 65 |
| Donbas Artem Scharko 10                               | Alingsås HK Rasmus Torbjörnsson 19                  |                      |                      | 48 : 65 |
| Handball Kaerjeng Sebastian Edgar 17                  | Focsani Municipal SC 2007 Filip Marjanović 13       | 23.10.2021 17:30 Uhr | 24.10.2021 17:30 Uhr | 53 : 68 |
| Handball Kaerjeng Sebastian Edgar 17                  | Focsani Municipal SC 2007 Filip Marjanović 13       | 27 : 35 (14 : 18)    | 26 : 33 (10 : 18)    | 53 : 68 |
| Handball Kaerjeng Sebastian Edgar 17                  | Focsani Municipal SC 2007 Filip Marjanović 13       |                      |                      | 53 : 68 |
| Herpertz Bevo HC Niek Jordens 12                      | AS SGS Ramhat Rashon Ram Turkenitz 19               | 23.10.2021 16:00 Uhr | 24.10.2021 15:00 Uhr | 60 : 62 |
| Herpertz Bevo HC Niek Jordens 12                      | AS SGS Ramhat Rashon Ram Turkenitz 19               | 30 : 32 (18 : 19)    | 30 : 30 (15 : 19)    | 60 : 62 |
| Herpertz Bevo HC Niek Jordens 12                      | AS SGS Ramhat Rashon Ram Turkenitz 19               |                      |                      | 60 : 62 |
| UMF Selfoss Alexander Már Egan, Einar Sverrisson 10   | RK Jeruzalem Ormoz Tilen Kosi 14                    | 16.10.2021 21:30 Uhr | 23.10.2021 18:00 Uhr | 53 : 59 |
| UMF Selfoss Alexander Már Egan, Einar Sverrisson 10   | RK Jeruzalem Ormoz Tilen Kosi 14                    | 31 : 31 (14 : 16)    | 22 : 28 (13 : 18)    | 53 : 59 |
| UMF Selfoss Alexander Már Egan, Einar Sverrisson 10   | RK Jeruzalem Ormoz Tilen Kosi 14                    |                      |                      | 53 : 59 |
| BK-46 Handboll                                        | SGAU-Saratow                                        | –                    | –                    | –       |
| BK-46 Handboll                                        | SGAU-Saratow                                        | –                    | –                    | –       |
| BK-46 Handboll                                        | SGAU-Saratow                                        |                      |                      | –       |
| Granitas-Karys Deividas Jovaišas 12                   | Põlva Serviti Tõnis Kase 15                         | 17.10.2021 13:00 Uhr | 23.10.2021 17:00 Uhr | 46 : 52 |
| Granitas-Karys Deividas Jovaišas 12                   | Põlva Serviti Tõnis Kase 15                         | 27 : 26 (9 : 14)     | 19 : 26 (12 : 14)    | 46 : 52 |
| Granitas-Karys Deividas Jovaišas 12                   | Põlva Serviti Tõnis Kase 15                         |                      |                      | 46 : 52 |
| HCB Karviná Ondřej Skalický 11                        | Izmir BSB SK Tolga Özbahar 14                       | 16.10.2021 20:00 Uhr | 17.10.2021 16:00 Uhr | 64 : 51 |
| HCB Karviná Ondřej Skalický 11                        | Izmir BSB SK Tolga Özbahar 14                       | 32 : 26 (15 : 13)    | 32 : 25 (14 : 12)    | 64 : 51 |
| HCB Karviná Ondřej Skalický 11                        | Izmir BSB SK Tolga Özbahar 14                       |                      |                      | 64 : 51 |
| AC Diomidis Argous Charalampos Mallios 17             | Bianco Monte Drama 1986 Achilleas Toskas 20         | 16.10.2021 17:00 Uhr | 23.10.2021 17:00 Uhr | 55 : 58 |
| AC Diomidis Argous Charalampos Mallios 17             | Bianco Monte Drama 1986 Achilleas Toskas 20         | 26 : 30 (12 : 17)    | 29 : 28 (16 : 14)    | 55 : 58 |
| AC Diomidis Argous Charalampos Mallios 17             | Bianco Monte Drama 1986 Achilleas Toskas 20         |                      |                      | 55 : 58 |
| Beşiktaş Istanbul Nikola Crnoglavac 15                | Holon Yuvalim HC Or Refael Maman 15                 | 23.10.2021 13:00 Uhr | 24.10.2021 13:00 Uhr | 76 : 60 |
| Beşiktaş Istanbul Nikola Crnoglavac 15                | Holon Yuvalim HC Or Refael Maman 15                 | 38 : 32 (19 : 17)    | 38 : 28 (21 : 9)     | 76 : 60 |
| Beşiktaş Istanbul Nikola Crnoglavac 15                | Holon Yuvalim HC Or Refael Maman 15                 |                      |                      | 76 : 60 |
| HK Mascheka Arzjom Rabuschka 13                       | TENAX Dobele Nils Aivis Miķelsons 15                | 17.10.2021 16:00 Uhr | 23.10.2021 16:00 Uhr | 52 : 56 |
| HK Mascheka Arzjom Rabuschka 13                       | TENAX Dobele Nils Aivis Miķelsons 15                | 27 : 22 (11 : 9)     | 25 : 34 (13 : 17)    | 52 : 56 |
| HK Mascheka Arzjom Rabuschka 13                       | TENAX Dobele Nils Aivis Miķelsons 15                |                      |                      | 52 : 56 |
| HSC Suhr Aarau Manuel Zehnder 20                      | UHK Krems Jakob Jochmann 9                          | 17.10.2021 16:00 Uhr | 23.10.2021 20:20 Uhr | 52 : 52 |
| HSC Suhr Aarau Manuel Zehnder 20                      | UHK Krems Jakob Jochmann 9                          | 25 : 23 (14 : 11)    | 27 : 29 (13 : 13)    | 52 : 52 |
| HSC Suhr Aarau Manuel Zehnder 20                      | UHK Krems Jakob Jochmann 9                          |                      |                      | 52 : 52 |
| H71 Peter Krogh 10                                    | Drammen HK Sindre André Aho 14                      | 16.10.2021 21:00 Uhr | 24.10.2021 15:00 Uhr | 42 : 56 |
| H71 Peter Krogh 10                                    | Drammen HK Sindre André Aho 14                      | 22 : 24 (10 : 10)    | 20 : 32 (9 : 15)     | 42 : 56 |
| H71 Peter Krogh 10                                    | Drammen HK Sindre André Aho 14                      |                      |                      | 42 : 56 |
| HC Dragūnas Klaipėda Mykolas Lapiniauskas 13          | MŠK Považská Bystrica Martin Briatka 11             | 16.10.2021 13:00 Uhr | 23.10.2021 16:00 Uhr | 48 : 51 |
| HC Dragūnas Klaipėda Mykolas Lapiniauskas 13          | MŠK Považská Bystrica Martin Briatka 11             | 26 : 25 (8 : 15)     | 22 : 26 (13 : 15)    | 48 : 51 |
| HC Dragūnas Klaipėda Mykolas Lapiniauskas 13          | MŠK Považská Bystrica Martin Briatka 11             |                      |                      | 48 : 51 |
| FH Hafnarfjörður Egill Magnússon 16                   | SKA Minsk Uladsislau Krywenka 16                    | 16.10.2021 19:00 Uhr | 23.10.2021 16:00 Uhr | 55 : 62 |
| FH Hafnarfjörður Egill Magnússon 16                   | SKA Minsk Uladsislau Krywenka 16                    | 29 : 37 (14 : 20)    | 26 : 25 (14 : 15)    | 55 : 62 |
| FH Hafnarfjörður Egill Magnússon 16                   | SKA Minsk Uladsislau Krywenka 16                    |                      |                      | 55 : 62 |
| Raimond Sassari Giovanni Nardin, Allan Luis Pereira 8 | Nærbø IL Tord Haugseng, Tord Aksnes Lode 11         | 22.10.2021 18:00 Uhr | 23.10.2021 17:00 Uhr | 53 : 61 |
| Raimond Sassari Giovanni Nardin, Allan Luis Pereira 8 | Nærbø IL Tord Haugseng, Tord Aksnes Lode 11         | 28 : 35 (12 : 18)    | 25 : 26 (10 : 16)    | 53 : 61 |
| Raimond Sassari Giovanni Nardin, Allan Luis Pereira 8 | Nærbø IL Tord Haugseng, Tord Aksnes Lode 11         |                      |                      | 53 : 61 |
| CS Minaur Baia Mare Milan Kotrč 20                    | Hapoel SP Ashdod HC Risto Vujačić 12                | 22.10.2021 15:00 Uhr | 23.10.2021 15:00 Uhr | 68 : 61 |
| CS Minaur Baia Mare Milan Kotrč 20                    | Hapoel SP Ashdod HC Risto Vujačić 12                | 35 : 32 (14 : 17)    | 33 : 29 (18 : 16)    | 68 : 61 |
| CS Minaur Baia Mare Milan Kotrč 20                    | Hapoel SP Ashdod HC Risto Vujačić 12                |                      |                      | 68 : 61 |
| Odesa Ruslan Dijakonu 20                              | HB Esch Martin Muller, Moritz Barkow 15             | 16.10.2021 19:00 Uhr | 17.10.2021 18:00 Uhr | 63 : 75 |
| Odesa Ruslan Dijakonu 20                              | HB Esch Martin Muller, Moritz Barkow 15             | 31 : 38 (13 : 24)    | 32 : 37 (16 : 17)    | 63 : 75 |
| Odesa Ruslan Dijakonu 20                              | HB Esch Martin Muller, Moritz Barkow 15             |                      |                      | 63 : 75 |
| Handball Tirol Gerald Zeiner 12                       | Sabbianco Anorthosis Famagusta Nikolaos Kritikos 10 | 16.10.2021 18:00 Uhr | 23.10.2021 19:00 Uhr | 50 : 52 |
| Handball Tirol Gerald Zeiner 12                       | Sabbianco Anorthosis Famagusta Nikolaos Kritikos 10 | 24 : 27 (12 : 15)    | 26 : 25 (12 : 10)    | 50 : 52 |
| Handball Tirol Gerald Zeiner 12                       | Sabbianco Anorthosis Famagusta Nikolaos Kritikos 10 |                      |                      | 50 : 52 |
| RK Izviđač Milan Vuškić 8                             | HC Dukla Praha Marek Hlinka 11                      | 16.10.2021 20:00 Uhr | 23.10.2021 16:30 Uhr | 50 : 62 |
| RK Izviđač Milan Vuškić 8                             | HC Dukla Praha Marek Hlinka 11                      | 26 : 28 (12 : 15)    | 24 : 34 (11 : 17)    | 50 : 62 |
| RK Izviđač Milan Vuškić 8                             | HC Dukla Praha Marek Hlinka 11                      |                      |                      | 50 : 62 |
| VHC Šviesa Vilnius Laurynas Palevičius 10             | HC Tallinn Oleksij Schtscherbak 12                  | 16.10.2021 14:30 Uhr | 24.10.2021 17:00 Uhr | 52 : 53 |
| VHC Šviesa Vilnius Laurynas Palevičius 10             | HC Tallinn Oleksij Schtscherbak 12                  | 24 : 22 (11 : 12)    | 28 : 31 (15 : 12)    | 52 : 53 |
| VHC Šviesa Vilnius Laurynas Palevičius 10             | HC Tallinn Oleksij Schtscherbak 12                  |                      |                      | 52 : 53 |

## Runde der letzten 16
In der Runde spielten die letzten 16 Teams in Hin- und Rückspielen vom 12. bis 20. Februar 2022 die Teilnehmer am Viertelfinale aus.
| Mannschaft 1        | Mannschaft 2                | Hinspiel | Rückspiel | Gesamtsieger                |
| ------------------- | --------------------------- | -------- | --------- | --------------------------- |
| Drammen HK          | SKIF Krasnodar              | 37:23    | 10:0      | Drammen HK                  |
| Handball Esch       | Talent tým Plzenského kraje | 30:34    | 26:29     | Talent tým Plzenského kraje |
| Nærbø IL            | CSM Focsani 2007            | 39:26    | 28:32     | Nærbø IL                    |
| AHC Potaissa Turda  | Alingsås HK                 | 31:30    | 30:42     | Alingsås HK                 |
| IFK Skövde HK       | SKA Minsk                   | 26:26    | 28:29     | SKA Minsk                   |
| SGAU-Saratow        | Dinamo-Wiktor Stawropol     | 27:30    | 32:30     | Dinamo-Wiktor Stawropol     |
| HCB Karviná         | HSC Suhr Aarau              | 23:27    | 28:30     | HSC Suhr Aarau              |
| CS Minaur Baia Mare | PAOK Thessaloniki           | 32:21    | 27:28     | CS Minaur Baia Mare         |

Das Rückspiel SKIF Krasnodar gegen  Drammen HK wurde nicht ausgetragen und nach dem russischen Überfall auf die Ukraine 2022 mit 0:10 gewertet, Krasnodar vom Spielbetrieb ausgeschlossen.

## Viertelfinale
Im Viertelfinale spielten acht Vereine in Hin- und Rückspielen vom 4. März bis 4. April 2022 die Teilnehmer am Halbfinale aus.
| Mannschaft 1            | Mannschaft 2                | Hinspiel | Rückspiel | Gesamtsieger        |
| ----------------------- | --------------------------- | -------- | --------- | ------------------- |
| Alingsås HK             | Talent tým Plzenského kraje | 29:29    | 29:25     | Alingsås HK         |
| Drammen HK              | HSC Suhr Aarau              | 31:29    | 33:32     | Drammen HK          |
| Dinamo-Wiktor Stawropol | CS Minaur Baia Mare         | –        | –         | CS Minaur Baia Mare |
| Nærbø IL                | SKA Minsk                   | –        | –         | Nærbø IL            |

Die Teams Dinamo-Wiktor Stawropol und SKA Minsk waren nach dem russischen Überfall auf die Ukraine 2022 von der EHF vom Spielbetrieb suspendiert worden.

## Halbfinale
Im Halbfinale spielen die Vereine Drammen HK, Nærbø IL, CS Minaur Baia Mare und Alingsås HK in Hin- und Rückspielen am 23. und 30. April 2022 die Teilnehmer am Finale aus.
| Mannschaft 1        | Mannschaft 2 | Hinspiel | Rückspiel        | Tore  | Gesamtsieger        |
| ------------------- | ------------ | -------- | ---------------- | ----- | ------------------- |
| Drammen HK          | Nærbø IL     | 30:27    | 27:30, 4:5 i. S. | 61:62 | Nærbø IL            |
| CS Minaur Baia Mare | Alingsås HK  | 34:28    | 28:31            | 62:59 | CS Minaur Baia Mare |

## Finale
Das Finale um den EHF European Cup trugen Nærbø IL und CS Minaur Baia Mare am 21. und 28. Mai 2022 in Hin- und Rückspiel aus.
| Mannschaft 1 | Mannschaft 2        | Hinspiel        | Rückspiel     | Tore  | Gesamtsieger |
| ------------ | ------------------- | --------------- | ------------- | ----- | ------------ |
| Nærbø IL     | CS Minaur Baia Mare | 29:25 (15:12) * | 27:26 (13:10) | 56:51 | Nærbø IL     |

* Nærbø IL trug sein Heimspiel in der DNB Arena in Stavanger aus.